# 玉皇牌坊
玉皇牌坊，位于中国青海省湟源县城关镇校西巷，为青海省市县级文物保护单位，公布日期为2000年10月18日，类型为古建筑。
玉皇牌坊的历史年代为清。